# Daniel Altmaier
Daniel Altmaier (født 12. september 1998 i Kempen, Tyskland) er en professionel tennisspiller fra Tyskland.